# Barbella angustifolia
Barbella angustifolia là một loài Rêu trong họ Meteoriaceae. Loài này được Broth. ex Gangulee mô tả khoa học đầu tiên năm 1976.